# Une éducation manquée
Une éducation manquée (En misslyckad uppfostran) är en fransk operett i en akt med musik av Emmanuel Chabrier och libretto av Eugène Leterrier och Albert Vanloo.

## Historia
Verket hade premiär den 1 maj 1879 vid en kvällssoaré med Chabrier själv ackompanjerande på piano. I mars 1910 uppfördes verket i Monte Carlo.

## Personer
- Gontran de Boismassif (sopran)
- Hélène de la Cerisaie (sopran)
- Maître Pausanias (bas)

## Handling
Operan utspelas under Ludvig XVI:s tid. De unga Gontran och Hélène har just gift sig och vet inget om livet. Pojkens lärare Pausanias lever i värld av böcker och är ingen hjälp för de unga. Flickans tant kan bara ge rådet att vara "lydig mot sin make". Gontran och Hélène kysser varandra, men de vet inte vad de ska göra sedan. Hélène går till sängs. Gontran stirrar ut i regnet. Plötsligt blir det åska. Hélène rusar in med nattlinnet i oordning. Gontran slås av hur vacker hon är. Han ger henne rådet att det bästa att göra när åskan går är att hålla om varandra. De börjar kyssas och äntligen får de svaret på frågan som de har letat efter.